# Parafia św. Wojciecha w Redzie
Parafia pw. św. Wojciecha – wchodzi w skład dekanatu Reda archidiecezji gdańskiej. Parafia obejmuje dzielnicę Ciechocino. Powstała 15 grudnia 1988 roku dekretem ówczesnego biskupa chełmińskiego Mariana Przykuckiego. Kościół parafialny został wybudowany w latach 1989–1992 w stylu nowoczesnym. Mieści się przy ulicy Nowej.